# 烯丙位张力

烯烃中的烯丙位张力

烯丙位张力（也被称为1,3-烯丙位张力）是 有机化学中应变能的一类，由烯丙位的取代基与另一侧烯烃位置上的取代基相互作用而产生。 如果两个取代基 (R 和 R')足够大的话，它们之间就会产生立体的相互作用，从而导致构象异构中的一个异构体大大优于另一个异构体。
烯丙位张力第一次在文献中提到是在1965年，作者为约翰逊和马尔霍特拉。在考察环己烯的内型和外型异构体时，他们注意到由于双键所导致的空间位阻使得一个特定的异构体几乎不存在。
 有机化学家们利用烯丙位张力的刚性来进行不对称合成。

## 烯丙位张力的应变能
对于一个分子的"应变能"不容易给出一个精确的定义，所以这个词的含义可以被一些东西很容易地描述说明。当然，一个客观的去研究烯丙位张力的应变能的方法是研究异构体的平衡关系。通过比较异构体的生成热，总体的焓变ΔHeq可以被计算出来。平衡转化的焓变可以提供相对应异构体的相对稳定度，从而得到烯丙位张力在平衡过程中起到的作用。生成热可以通过热力学量化实验得到，不过，焓变的计算更常用是因为数据更容易获得。不同的方法被应用与计算平衡焓变包括威斯海姆法、 同源异形(homomorph)法以及更简单的估计分子内非键作用的焓变推断法 因为这些方法都是近似地反应了应变能，所以对于一个分子而言可能有多个数值，所以仅仅只是提供了一个分子应变能的大致意思。